# Naftali
Naftali var Jakobs andre son med bihustrun Bilha och hans sjätte son totalt. Han var en av grundarna till Israels tolv stammar.